# Vars-sur-Roseix
Vars-sur-Roseix è un comune francese di 318 abitanti situato nel dipartimento della Corrèze nella regione della Nuova Aquitania.

## Storia

### Simboli
Lo stemma è stato adottato dal Comune di Vars-sur-Roseix nel 1985.
Nello scudo sono accoppiati gli stemmi di Bertrand de Livron († 1501), signore di Vars, scudiero di Luigi XI, e quello di Françoise de Bauffremont  che si sposarono nel 1477.

## Società

### Evoluzione demografica
Abitanti censiti